# Споднє Негонє
Споднє Негонє (словен. Spodnje Negonje) — поселення в общині Рогашка Слатина, Савинський регіон, Словенія. Висота над рівнем моря: 267,7 м.